# Michael Wenden
Michael Vincent Wenden, zkráceně Mike Wenden (* 17. listopadu 1949 Sydney), je bývalý australský plavec, dvojnásobný olympijský vítěz.
Již ve čtrnácti letech překonal hranici jedné minuty na stometrové kraulařské trati. Jako šestnáctiletý vyhrál na Hrách Commonwealthu v roce 1966 závod jednotlivců na 110 yardů volným způsobem a byl členem vítězných štafet na 4×110 yd a 4×220 yd. Na olympiádě 1968 v Ciudad de México získal zlaté medaile ve volném způsobu na 100 m i na 200 m, stříbro ve štafetě 4×200 m, bronz na 4×100 m a čtvrté místo v polohové štafetě. V roce 1970 získal na Hrách Commonwealthu v Edinburghu čtyři zlaté (100 m v. zp., 200 m v. zp., 4×100 m a 4×200 m). Zúčastnil se olympijských her v roce 1972, kde byl čtvrtý na 200 m volným způsobem a pátý na 100 m a 4×200 m. Na premiérovém mistrovství světa 1973 byl druhý ve štafetě a třetí na 200 m. Získal jedenáct individuálních a šestnáct štafetových titulů mistra Austrálie. V letech 1968–1970 byl držitelem světového rekordu na 100 m časem 52,2 s.
Kariéru ukončil v roce 1974 a stal se manažerem plaveckého stadionu v Gold Coast. Za sportovní úspěchy mu byl udělen Řád britského impéria a Řád Austrálie. V roce 1979 byl uveden do Síně slávy světového plavání. Byl vybrán mezi osm legend australského sportu, které přinesly olympijskou vlajku při zahájení Letních olympijských her 2000 v Sydney.
Jeho dcera Karen se v roce 1989 zúčastnila soutěže Miss Universe, pak se provdala za plavce Andrewa Baildona.